# Uxue Ezkurdia
Uxue Ezkurdia Álvarez (San Sebastián, 22 de enero de 1994) es una exjugadora de balonmano española que jugaba de extremo izquierdo.

## Trayectoria
Uxue emplezó jugando como central en su época de formación y se reconvirtió en extremo en la máxima división nacional. Jugadora que hizo carrera profesional en un solo club, llegó al Bera Bera en 2012 desde la cantera del Egia Eskubaloia. Siempre a la sombra de Eli Pinedo y Matxalen Ziarsolo en el extremo vasco, la egiatarra se convirtió en la segunda jugadora más veterana de su equipo con tan solo 23 años.
Debutó, con 18 años, el 28 de enero de 2012 ante el Kukullaga. Y, aunque tenía dinámica de división de honor, Reyes Carrere no volvió a contar con ella hasta la temporada siguiente. Fue miembro del equipo que compitió entre 2010 y 2020 en la Champions League.
En 2019, junto a Leire Aramendia y Maite Zugarrondo, anunció su retirada de las pistas por la imposibilidad de compaginar la vida laboral y la deportiva, además de estar cansada de no ser habitual en el esquema de juego donostiarra, tras 159 partidos oficiales, 244 goles y 15 títulos.

### Clubes
- 2006-12: Egia Euskabaloia
- 2012-19: Balonmano Bera Bera

### Palmarés
- 5 x Liga española (2012/13, 2013/14, 2014/15, 2015/16, 2017/18)[9][10]
- 4 x Copa de la Reina (2013, 2014, 2016, 2019)[11]
- 6 x Supercopa de España (2012/13, 2013/14, 2014/15, 2015/16, 2016/17, 2018/19)[12]